# 12200 Richlipe
12200 Richlipe este o planetă minoră (asteroid), cu un diametru de 5,191 km, din centura de asteroizi. A fost descoperită pe 1 martie 1981 la Observatorul Siding Spring de Schelte J. Bus. 
Obiectul prezintă o orbită caracterizată de o semiaxă mare de 2,584377 UAi, o excentricitate de 0,21, o înclinație de 5,80632 ° în raport cu ecliptica.